# Las Vegas Seagulls

O Las Vegas Seagulls foi um clube americano de futebol com sede em Las Vegas, Nevada, que era membro da American Soccer League.